# Jan Kurp
Jan Stanisław Kurp (ur. 14 września 1945 w Brąszewicach, zm. 27 listopada 2023 w Rzeszowie) – polski polityk, nauczyciel i samorządowiec, wojewoda podkarpacki w latach 2003–2005.

## Życiorys
Syn Stanisława i Kazimiery. Ukończył w 1970 studia na Wydziale Fizyki Wyższej Szkoły Pedagogicznej w Rzeszowie, skończył też informatykę na Politechnice Warszawskiej. Pracował m.in. jako kierownik Powiatowego Komitetu Kultury Fizycznej i Turystyki w Leżajsku. Był dyrektorem szkoły podstawowej w Wierzawicach (1970–1972), dyrektorem Zespołu Szkół Ogólnokształcących w Leżajsku (1975–1978), dyrektorem Technikum Mechaniczno-Elektrycznego w Rzeszowie (1987) i dyrektorem V LO w Rzeszowie (1990–1995). W latach 1977–1980 i 1994–1997 pełnił funkcję rzeszowskiego kuratora oświaty, a w latach 2002–2003 zajmował stanowisko podkarpackiego kuratora oświaty.
Był związany z Sojuszem Lewicy Demokratycznej, w 2005 bez powodzenia kandydował z listy tej partii do parlamentu. Wchodził w skład władz regionalnych i krajowych SLD. Zasiadał w sejmiku podkarpackim I i II kadencji (1998–2003), w latach 2002–2003 pełniąc funkcję jego przewodniczącego. 3 marca 2003 został powołany na stanowisko wojewody podkarpackiego, które zajmował do 30 listopada 2005.
Pochowany na cmentarzu Wilkowyja w Rzeszowie.

## Odznaczenia
- Krzyż Kawalerski Orderu Odrodzenia Polski (2002)[7]
- Złoty Krzyż Zasługi
- Srebrny Krzyż Zasługi
- Medal Komisji Edukacji Narodowej
- Order Uśmiechu